# Mark Linkous
Mark Linkous, vero nome Frederick Mark Linkous (Arlington, 9 settembre 1962 – Knoxville, 6 marzo 2010), è stato un polistrumentista, cantante e autore statunitense, leader e fondatore degli Sparklehorse.

## Biografia
Nato e cresciuto ad Arlington, in Virginia, poco dopo il diploma, nei primi anni ottanta, Linkous si trasferisce a New York, dove la sua carriera musicale inizia come membro dei Dancing Hoods, band indie rock formata dallo stesso Linkous alla chitarra e alla voce, Bob Bortnick alla chitarra, Don Short alla batteria, ed Eric Williams al basso.
Nel 1984 il gruppo pubblica il suo primo EP omonimo seguito, ad un anno di distanza, dal loro album di debutto, intitolato 12 Jealous Rose, su Relativity Records, disco che riceve diverse recensioni positive.
Nel 1988, i Dancing Hoods, pubblicano il loro secondo album, dal titolo Hallelujah Anyway', per la Combat Records. Il singolo Baby's Got Rockets, estratto dall'album, riceve un discreto successo radiofonico nel circuito delle college radio, ed il suo videoclip è stato trasmesso nel programma 120 Minutes di MTV. Nello stesso anno, il gruppo, che nel frattempo da New York si è trasferito a Los Angeles, in cerca di un contratto con una etichetta major, nella speranza di raggiungere il successo mainstream, decide di sciogliersi di comune accordo.
Deluso dal mondo della musica, dopo la separazione della sua band, Linkous fa ritorno in Virginia dove continua comunque a scrivere canzoni. Nel 1995, dà vita al progetto Sparklehorse, del quale lui rimane l'unico membro permanente. Con questo progetto crea quattro album molto apprezzati dalla critica: Vivadixiesubmarinetransmissionplot, Good Morning Spider, It's a Wonderful Life, Dreamt for Light Years in the Belly of a Mountain. Nel 2010 esce postumo Dark Night of the Soul album realizzato con il produttore Danger Mouse, registrato nel 2007 non viene subito pubblicato per controversie legali, l'album è il frutto di diverse collaborazioni con altri artisti, fra cui David Lynch.
Noto anche per le sue collaborazioni con Tom Waits, PJ Harvey, Daniel Johnston, Radiohead, Black Francis, Julian Casablancas, Nina Persson, David Lynch, Danger Mouse e Sage Francis.
Linkous passa gli ultimi anni della sua vita in Hayesville, Carolina del Nord, dove è situato lo studio di registrazione da lui creato, lo Static King Studio.
Il 6 marzo 2010 Linkous si suicida a Knoxville.

## Discografia
- Vivadixiesubmarinetransmissionplot, 1996
- Good Morning Spider, 1998
- It's a Wonderful Life, 2001
- Dreamt for Light Years in the Belly of a Mountain, 2006
- Dark Night of the Soul, 2010
- Bird Machine, 2023